# Soria

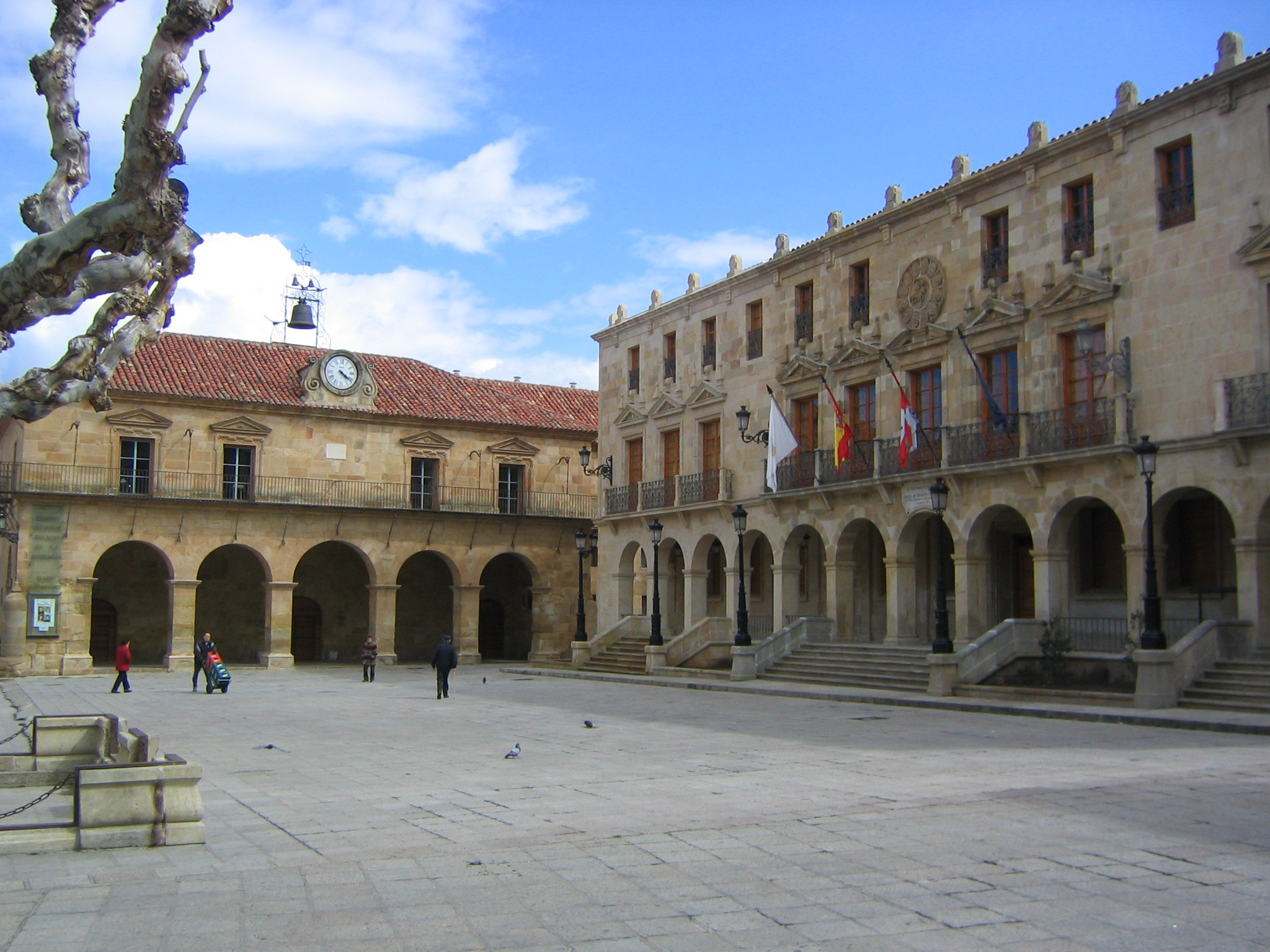
Piaţa principală din Soria

Soria este un oraș în nord-centrul Spaniei, capitala provinciei Soria în comunitatea autonomă a Castile și León. Are o populație de 38,528 persoane.

## Orașe înfrățite
- Collioure, Franța

## Fotogalerie

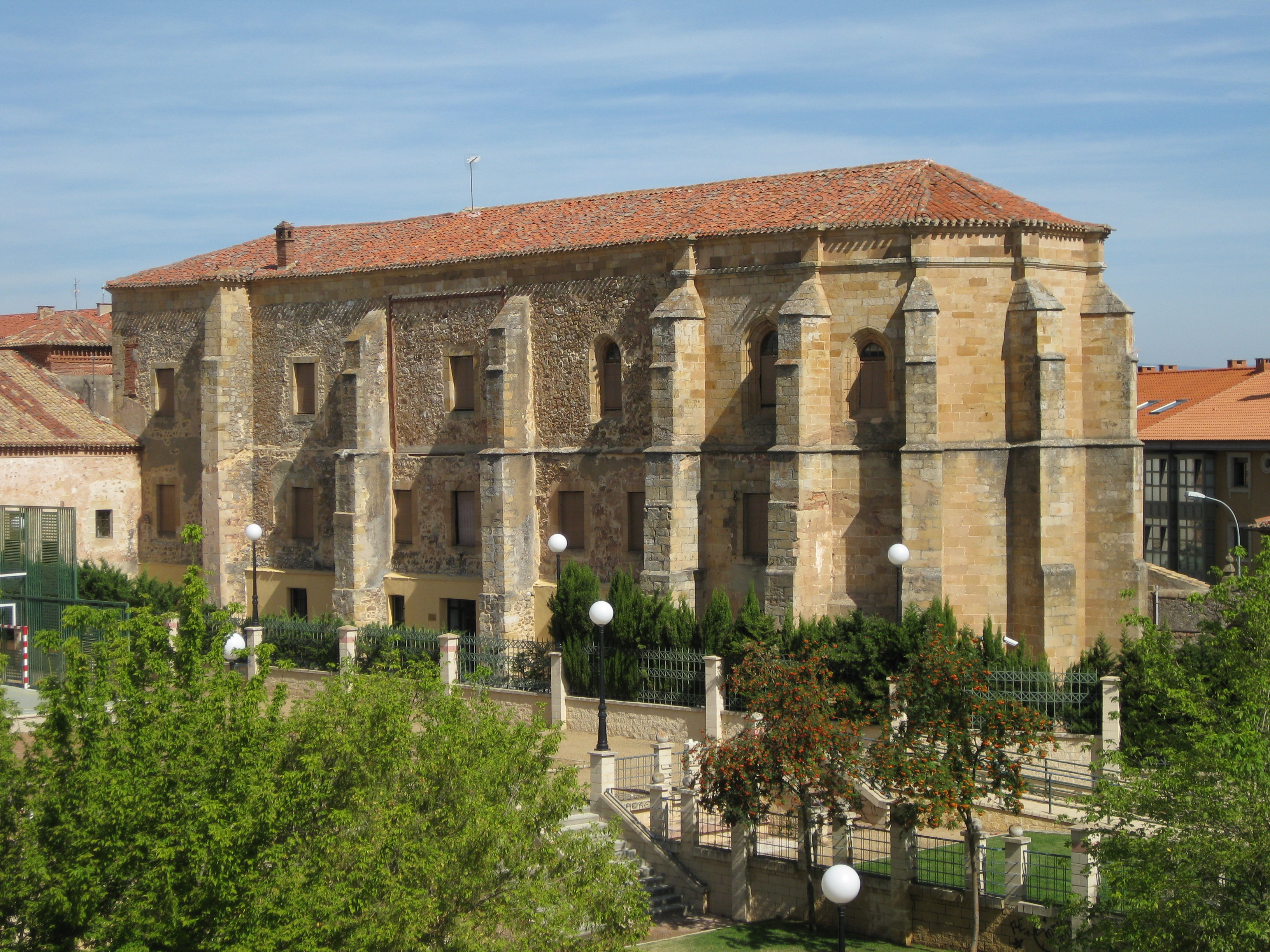
Mănăstirea Santa Clara , fondată în 1224.
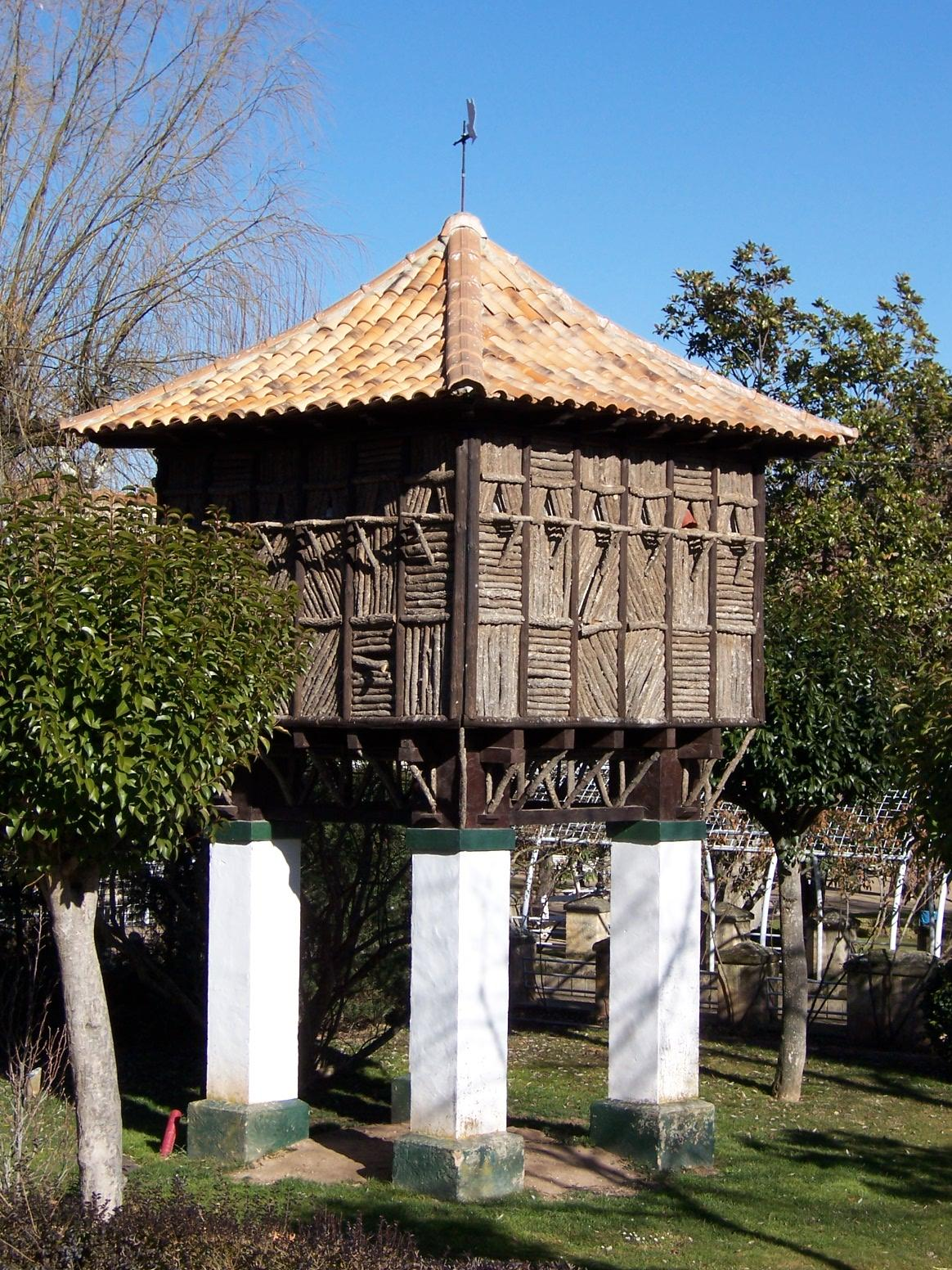
Palomar în Alameda de Cervantes.
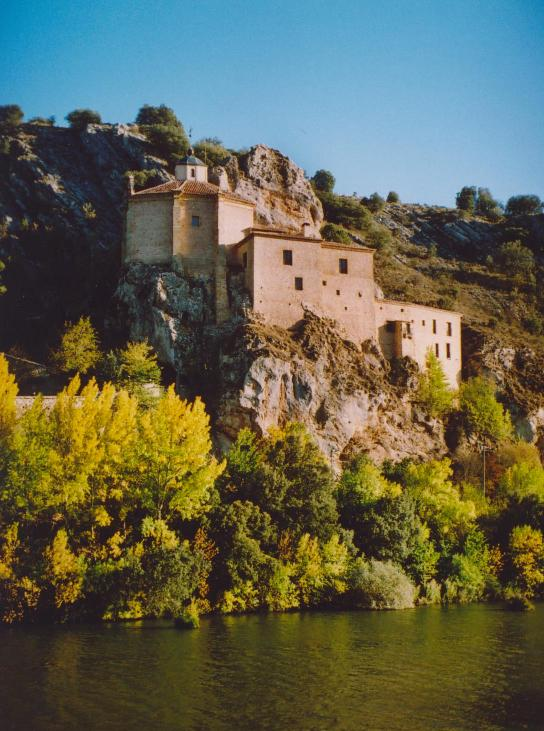
Locuinţa San Saturio.
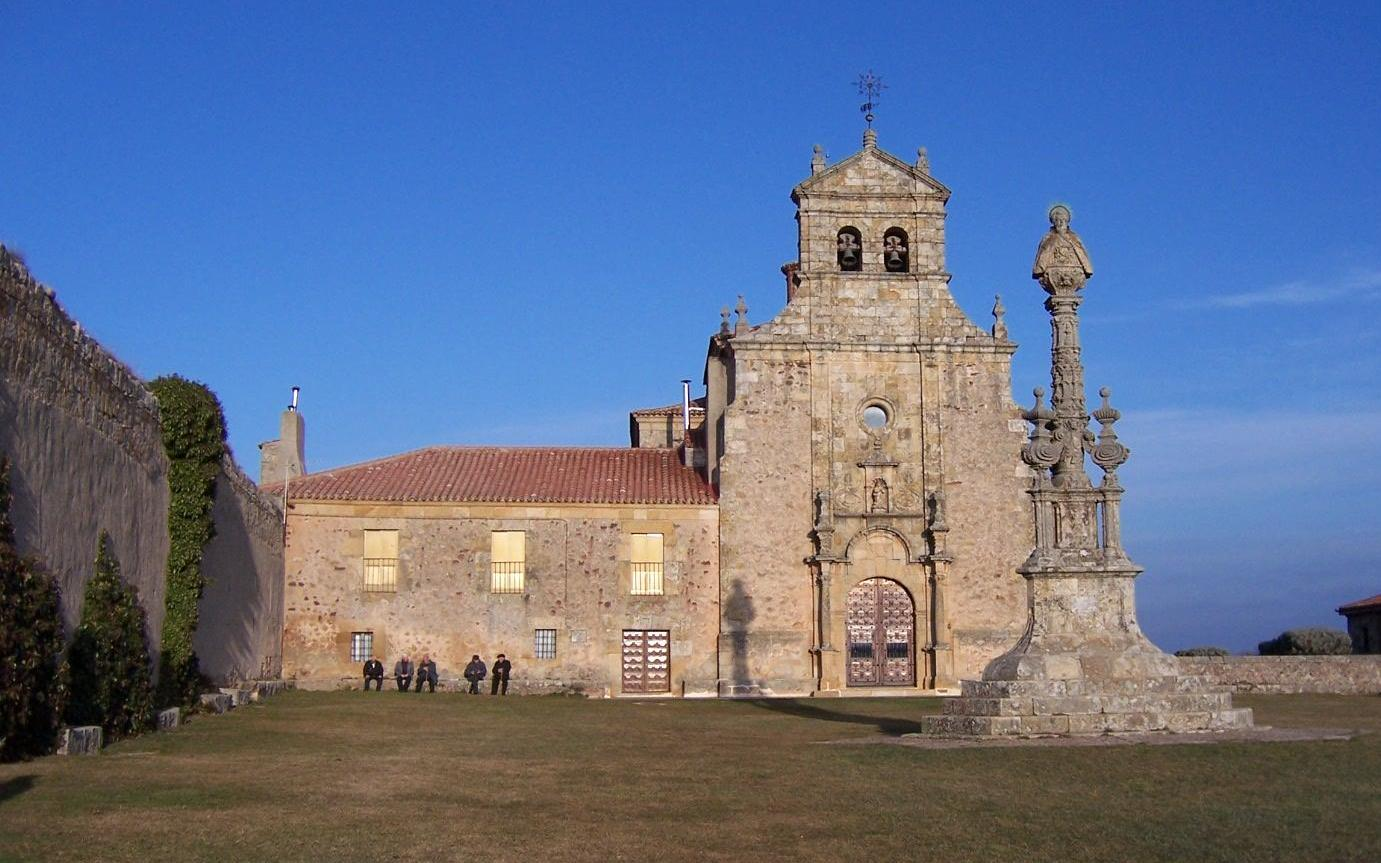
Ermita de la Virgen del Mirón
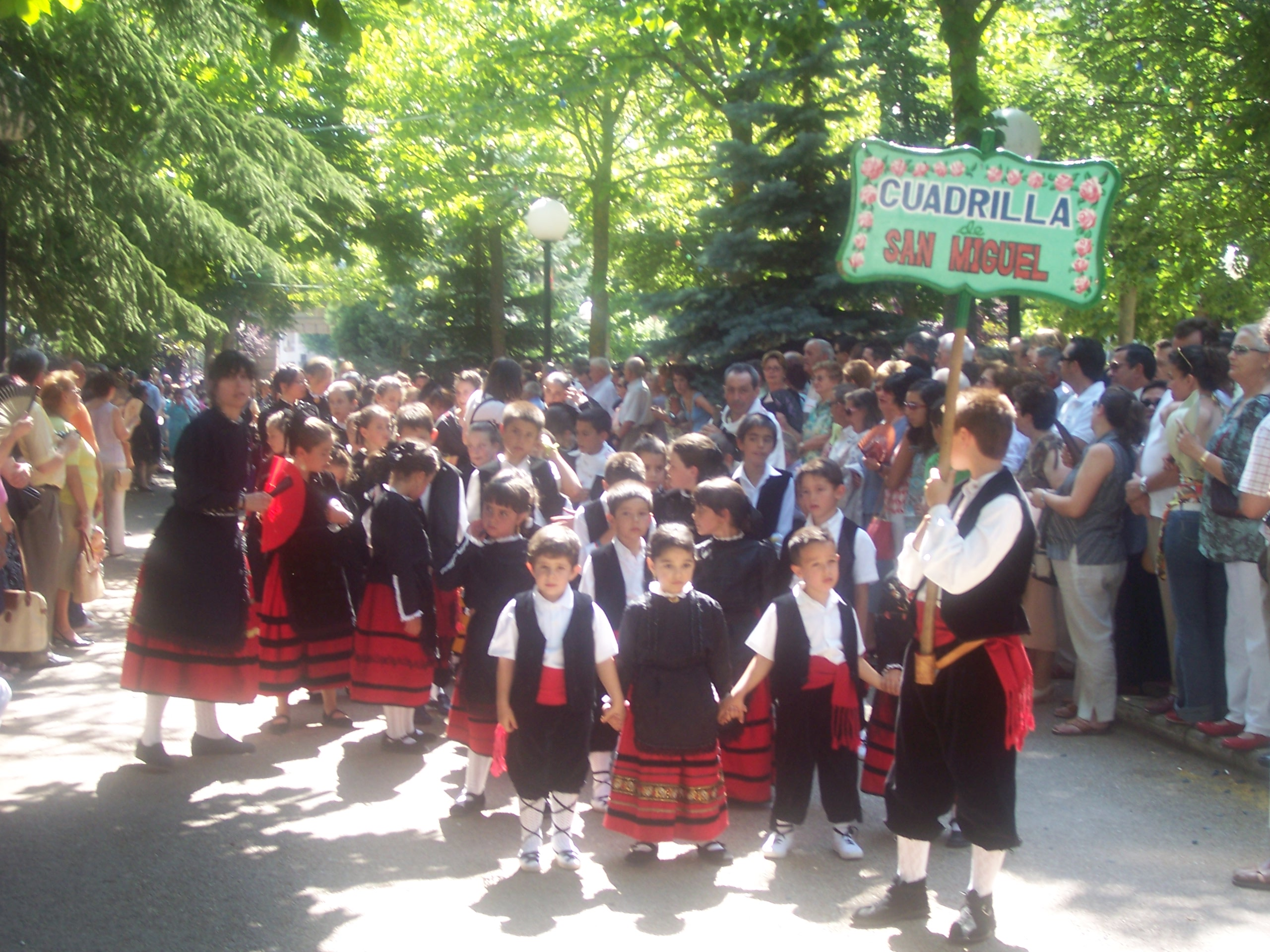
Ziua de serbare San Juan în Soria

1. ↑  Nomenclátor Geográfico de Municipios y Entidades de Población (20240402 edition)